# Eneco Tour 2006
El Tour del Benelux 2006 fou la segona edició del Tour del Benelux i es disputà entre el 16 al 23 d'agost de 2006 sobre una distància de 1.176 km repartits entre un pròleg i 7 etapes.
El vencedor final fou l'alemany Stefan Schumacher (Team Gerolsteiner) que s'imposà per davat l'estatunidenc George Hincapie (Discovery Channel) i l'italià Vincenzo Nibali (Liquigas).
En les classificacions secundàries l'italià Simone Cadamuro (Team Milram) s'imposà en la classificació dels punts, mentre Stefan Schumacher també guanyà la classificació dels joves.

## Equips participants
| N.      | Codi | Equip                          |
| ------- | ---- | ------------------------------ |
| 1-8     | CSC  | Team CSC                       |
| 11-18   | GCE  | Caisse d'Epargne-Illes Balears |
| 21-28   | TMO  | T-Mobile Team                  |
| 21-38   | PHO  | Phonak                         |
| 41-48   | RAB  | Rabobank ProTeam               |
| 51-58   | DSC  | Discovery Channel              |
| 61-68   | LAM  | Lampre-Fondital                |
| 71-78   | GST  | Gerolsteiner                   |
| 81-88   | DVL  | Davitamon-Lotto                |
| 91-98   | QSI  | Quick Step-Innergetic          |
| 101-108 | SDV  | Saunier Duval-Prodir           |
| 111-118 | C.A  | Crédit Agricole                |

| N.      | Codi | Equip                          |
| ------- | ---- | ------------------------------ |
| 121-128 | A2R  | AG2R Prévoyance                |
| 13-138  | EUS  | Euskaltel–Euskadi              |
| 141-148 | COF  | Cofidis                        |
| 151-158 | MRM  | Milram                         |
| 161-168 | LIQ  | Liquigas                       |
| 171-178 | BTL  | Bouygues Telecom               |
| 181-188 | FDJ  | FDJ                            |
| 191-198 | JAC  | Chocolade Jacques-Topsport Vl. |
| 201-208 | SKS  | Skil-Shimano                   |
| 211-218 | UNI  | Unibet                         |
| 221-228 | AST  | Astana-Würth                   |

## Recorregut i etapes

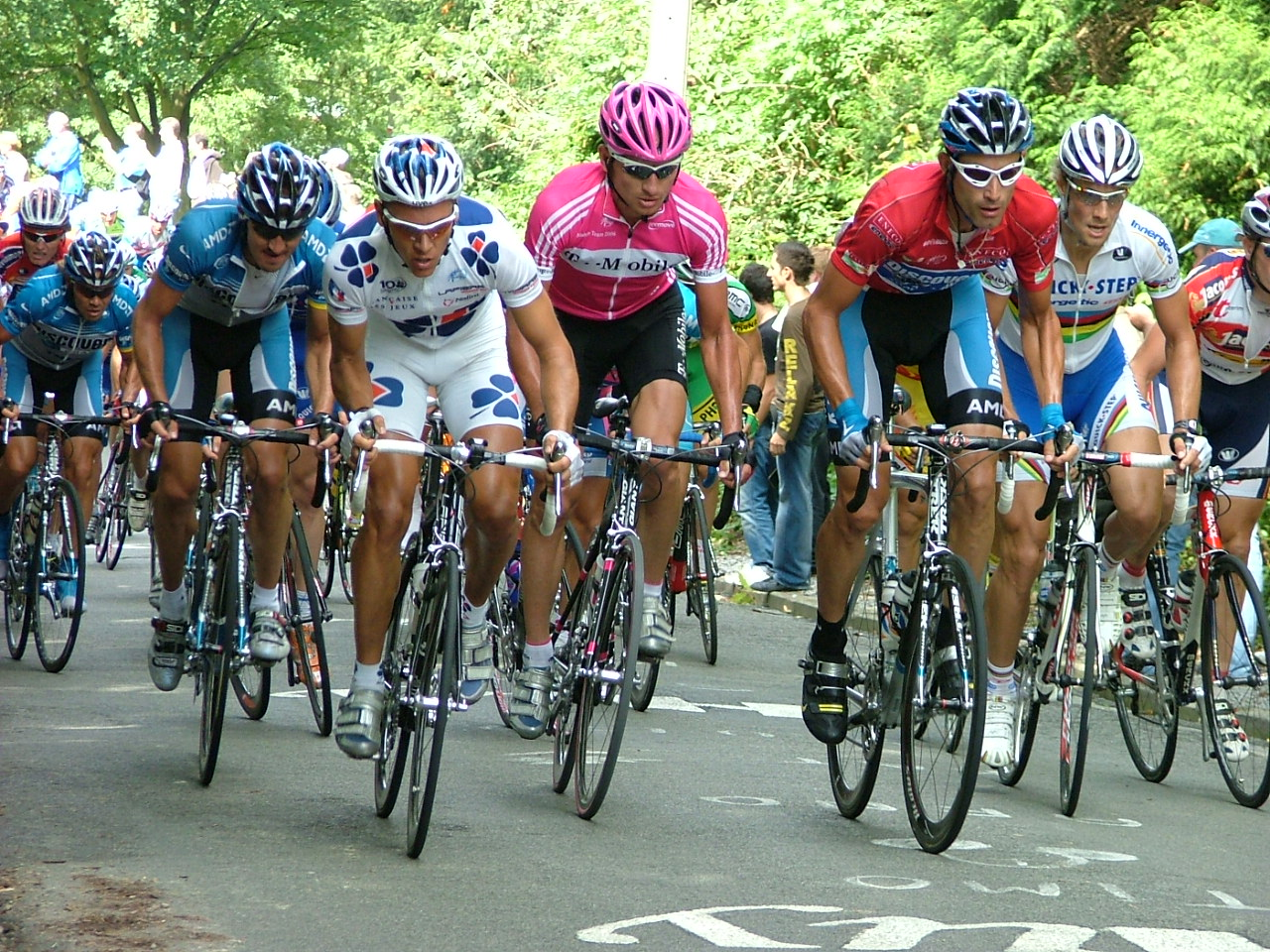
Gran grup encapçalat per Philippe Gilbert i George Hincapie a la 7a etapa

| Etapes   | Data       | Recorregut                                    | Km         | Vencedor d'etapa  | Líder de la general |
| -------- | ---------- | --------------------------------------------- | ---------- | ----------------- | ------------------- |
| Pròleg   | 16 d'agost | Den Helder (NED)                              | 5,8 (CRI)  | Stefan Schumacher | Stefan Schumacher   |
| 1a etapa | 17 d'agost | Den Helder (NED) - Hoogeveen (NED)            | 176,9      | Tom Boonen        | Tom Boonen          |
| 2a etapa | 18 d'agost | 's-Hertogenbosch (NED) - Sittard-Geleen (NED) | 194,6      | Manuel Quinziato  | Tom Boonen          |
| 3a etapa | 19 d'agost | Beek (NED) - Westmalle (BEL)                  | 185        | Tom Boonen        | Tom Boonen          |
| 4a etapa | 20 d'agost | Landgraaf (NED) - Landgraaf (NED)             | 16,1 (CRI) | George Hincapie   | George Hincapie     |
| 5a etapa | 21 d'agost | Hasselt (BEL) - Balen (BEL)                   | 183,1      | Tom Boonen        | George Hincapie     |
| 6a etapa | 22 d'agost | Bornem (BEL) - Sint-Truiden (BEL)             | 213,9      | David Kopp        | George Hincapie     |
| 7a etapa | 23 d'agost | Ans (BEL) - Ans (BEL)                         | 201,2      | Philippe Gilbert  | Stefan Schumacher   |

## Classificacions finals

### Classificació general
|    | Ciclista            | Equip             | Temps       |
| -- | ------------------- | ----------------- | ----------- |
| 1  | Stefan Schumacher   | Gerolsteiner      | 27h 20' 55" |
| 2  | George Hincapie     | Discovery Channel | + 01"       |
| 3  | Vincenzo Nibali     | Liquigas          | + 12"       |
| 4  | Philippe Gilbert    | FDJ               | + 17"       |
| 5  | Manuel Quinziato    | Liquigas          | + 32"       |
| 6  | Joost Posthuma      | Rabobank ProTeam  | + 35"       |
| 7  | Juan Antonio Flecha | Rabobank ProTeam  | + 52"       |
| 8  | Alessandro Ballan   | Lampre-Fondital   | + 53"       |
| 9  | Thomas Dekker       | Rabobank ProTeam  | + 55"       |
| 10 | Steffen Wesemann    | T-Mobile Team     | + 56"       |

|   | Ciclista          | Equip                       | Pts |
| - | ----------------- | --------------------------- | --- |
| 1 | Simone Cadamuro   | Milram                      | 91  |
| 2 | Tom Boonen        | Quick-Step Alpha Vinyl Team | 90  |
| 3 | Stefan Schumacher | Gerolsteiner                | 59  |

|   | Ciclista          | Equip        | Temps       |
| - | ----------------- | ------------ | ----------- |
| 1 | Stefan Schumacher | Gerolsteiner | 27h 20' 55" |
| 2 | Vincenzo Nibali   | Liquigas     | + 12"       |
| 3 | Philippe Gilbert  | FDJ          | + 17"       |

### Classement par équipes
| Pos | Equip             | Temps       |
| --- | ----------------- | ----------- |
| 1   | Liquigas          | 82h 04' 06" |
| 2   | Rabobank ProTeam  | + 11"       |
| 3   | Discovery Channel | + 29"       |

## Evolució de les classificacions
| Etapa (Vencedor)                | Classificació general | Classificació per punts | Classificació dels joves | Classificació per equips |
| ------------------------------- | --------------------- | ----------------------- | ------------------------ | ------------------------ |
| Pròl. (CRI) (Stefan Schumacher) | Stefan Schumacher     | no s'entrega            | Stefan Schumacher        | Discovery Channel        |
| 1 (Tom Boonen)                  | Tom Boonen            | Tom Boonen              | Stefan Schumacher        | Quick Step-Innergetic    |
| 2 (Manuel Quinziato)            | Tom Boonen            | Simone Cadamuro         | Stefan Schumacher        | Quick Step-Innergetic    |
| 3 (Tom Boonen)                  | Tom Boonen            | Simone Cadamuro         | Stefan Schumacher        | Quick Step-Innergetic    |
| 4 (CRI) (George Hincapie)       | George Hincapie       | Simone Cadamuro         | Stefan Schumacher        | Discovery Channel        |
| 5 (Tom Boonen)                  | George Hincapie       | Simone Cadamuro         | Stefan Schumacher        | Discovery Channel        |
| 6 (David Kopp)                  | George Hincapie       | Simone Cadamuro         | Stefan Schumacher        | Discovery Channel        |
| 7 (Philippe Gilbert)            | Stefan Schumacher     | Simone Cadamuro         | Stefan Schumacher        | Liquigas                 |
| Final                           | Stefan Schumacher     | Simone Cadamuro         | Stefan Schumacher        | Liquigas                 |